# Odilo van Beieren
Odilo was van 736 tot 748 hertog van Beieren uit het geslacht Agilolfingen.
Sinds de regeringsperiode van zijn neef Hugbert was het Hertogdom Beieren min of meer een vazalstaat van het Frankische Rijk.
Odilo probeerde de hervormingen van zijn grootoom Theodo II voort te zetten met de hulp van Bonifatius. Naast Salzburg, Freising, Regensburg en Passau stichtte hij ook het Bisdom Würzburg.
Om zijn betrekkingen met de Franken te verbeteren, huwde hij met Hiltrude, een dochter van Karel Martel en zijn eerste vrouw Rotrude van Trier. Karel Martel zelf huwde na de dood van zijn vrouw Rotrude van Trier met de Beierse Swanahilde, een vrouw uit het Agilolfingenhuis.
Odilo stierf vrij onverwachts en werd opgevolgd door zijn jonge zoon Tassilo III.